# 50 kilomètres marche masculin aux championnats du monde d'athlétisme 2017
Pour un article plus général, voir Championnats du monde d'athlétisme 2017.
Navigation
Pékin 2015 Doha 2019
Le 50 kilomètres marche masculin  des championnats du monde de 2017 se déroule le 13 août 2017 dans The Mall de Londres, au Royaume-Uni. Le départ a lieu en même temps que l'épreuve féminine qui se dispute pour la première fois dans cette compétition.

## Critères de qualification
Pour se qualifier pour les championnats, il faut avoir réalisé 4 h 6 min 0 s ou moins entre le 1er janvier 2016 et le 23 juillet 2017.

## Médaillés
| Or           | Argent       | Bronze        |
| Yohann Diniz | Hirooki Arai | Kai Kobayashi |

## Résultats

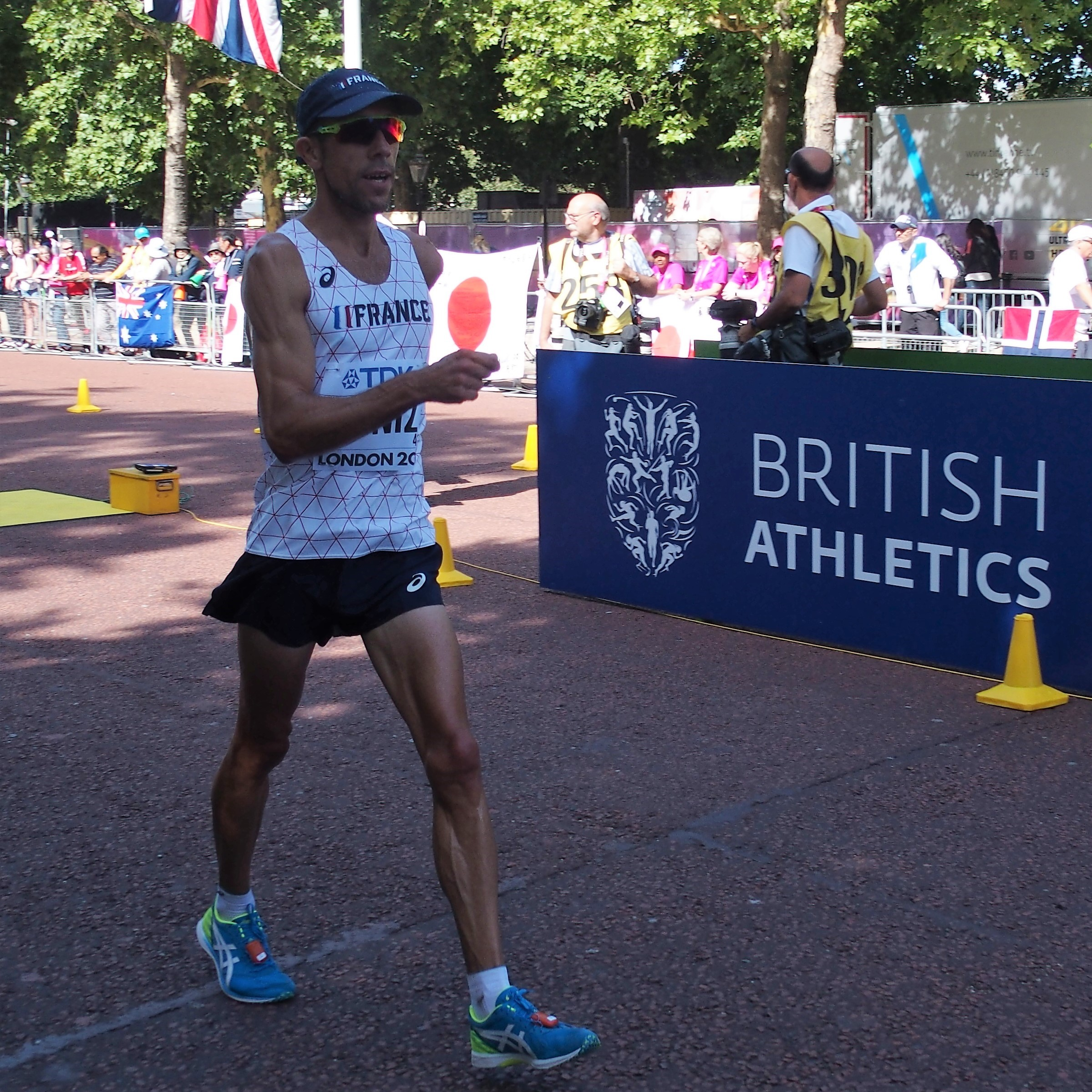
Yohann Diniz lors de l'épreuve du 50 km marche.

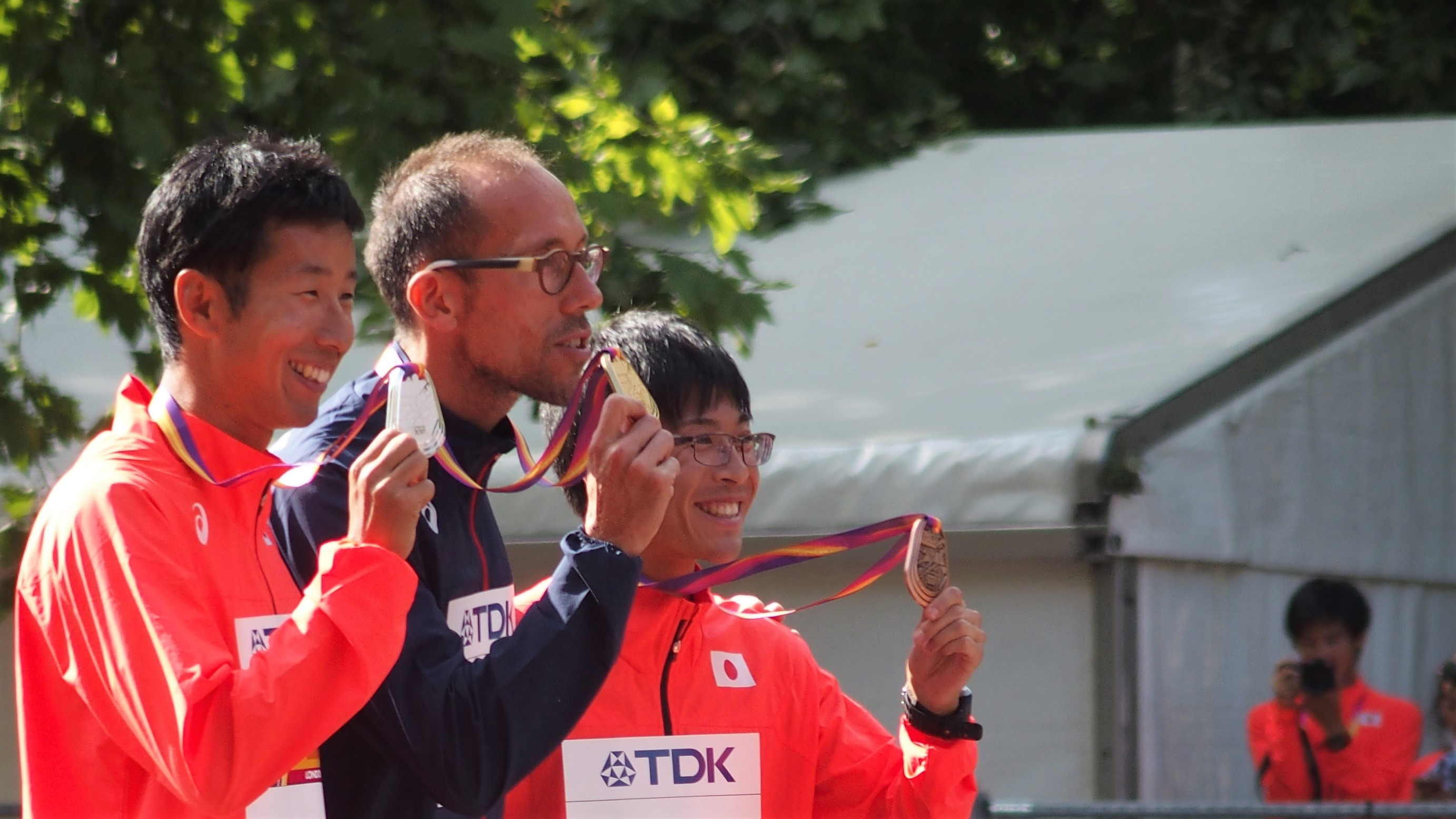
Médaillés du 50 km marche.

| Rang               | Nom                        | Nationalité      | Temps           | Notes |
| ------------------ | -------------------------- | ---------------- | --------------- | ----- |
| Médaille d'or      | Yohann Diniz               | France           | 3 h 33 min 12 s | CR    |
| Médaille d'argent  | Hirooki Arai               | Japon            | 3 h 41 min 17 s | SB    |
| Médaille de bronze | Kai Kobayashi              | Japon            | 3 h 41 min 19 s | PB    |
| 4                  | Ihor Hlavan                | Ukraine          | 3 h 41 min 42 s | SB    |
| 5                  | Satoshi Maruo              | Japon            | 3 h 43 min 03 s | PB    |
| 6                  | Máté Helebrandt            | Hongrie          | 3 h 43 min 56 s | NR    |
| 7                  | Rafał Augustyn             | Pologne          | 3 h 44 min 18 s | SB    |
| 8                  | Robert Heffernan           | Irlande          | 3 h 41 min 41 s | SB    |
| 9                  | Marco De Luca              | Italie           | 3 h 45 min 02 s | SB    |
| 10                 | Carl Dohmann               | Allemagne        | 3 h 45 min 21 s | PB    |
| 11                 | João Vieira                | Portugal         | 3 h 45 min 28 s | SB    |
| 12                 | Quentin Rew                | Nouvelle-Zélande | 3 h 46 min 29 s | NR    |
| 13                 | Karl Junghannß             | Allemagne        | 3 h 47 min 01 s | PB    |
| 14                 | Aleksi Ojala               | Finlande         | 3 h 47 min 20 s |       |
| 15                 | Evan Dunfee                | Canada           | 3 h 47 min 36 s |       |
| 16                 | Horacio Nava               | Mexique          | 3 h 47 min 53 s | SB    |
| 17                 | José Ignacio Díaz          | Espagne          | 3 h 48 min 08 s | PB    |
| 18                 | Claudio Villanueva         | Équateur         | 3 h 49 min 27 s | PB    |
| 19                 | Ivan Banzeruk              | Ukraine          | 3 h 49 min 49 s |       |
| 20                 | Jorge Armando Ruiz         | Colombie         | 3 h 50 min 37 s | PB    |
| 21                 | José Leyver Ojeda          | Mexique          | 3 h 51 min 17 s |       |
| 22                 | Rafał Fedaczyński          | Pologne          | 3 h 52 min 11 s |       |
| 23                 | Jarkko Kinnunen            | Finlande         | 3 h 55 min 54 s | SB    |
| 24                 | Adrian Błocki              | Pologne          | 3 h 55 min 49 s |       |
| 25                 | Mathieu Bilodeau           | Canada           | 3 h 56 min 54 s | SB    |
| 26                 | Francisco Arcilla          | Espagne          | 3 h 57 min 27 s |       |
| 27                 | Marian Zakalnytstyi        | Ukraine          | 3 h 57 min 29 s |       |
| 28                 | Anders Hansson             | Suède            | 3 h 58 min 00 s | PB    |
| 29                 | Park Chil-sung             | Corée du Sud     | 3 h 59 min 46 s |       |
| 30                 | Niu Wenbin                 | Chine            | 4 h 01 min 35 s |       |
| 31                 | Narcis Ștefan Mihăilă      | Roumanie         | 4 h 02 min 27 s | PB    |
| 32                 | Pedro Isidro               | Portugal         | 4 h 02 min 30 s |       |
| 33                 | Ronald Quispe              | Bolivie          | 4 h 08 min 22 s | SB    |
| —                  | Edward Araya               | Chili            | DQ              |       |
| —                  | Wu Qianlong                | Chine            | DQ              |       |
| —                  | Andrés Chocho              | Équateur         | DQ              |       |
| —                  | Aku Partanen               | Finlande         | DQ              |       |
| —                  | Dominic King               | Royaume-Uni      | DQ              |       |
| —                  | Omar Zepeda                | Mexique          | DQ              |       |
| —                  | Håvard Haukenes            | Norvège          | DQ              |       |
| —                  | Florin Alin Știrbu         | Roumanie         | DQ              |       |
| —                  | Alejandro Francisco Flórez | Suisse           | DQ              |       |
| —                  | Yu Wei                     | Chine            | DNF             |       |
| —                  | Michele Antonelli          | Italie           | DNF             |       |
| —                  | Arturas Mastianica         | Lituanie         | DNF             |       |
| —                  | Dušan Majdán               | Slovaquie        | DNF             |       |
| —                  | Luis Fernando López        | Colombie         | DNF             |       |
| —                  | Iván Pajuelo               | Espagne          | DNF             |       |
| —                  | Brendan Boyce              | Irlande          | DNS             |       |

## Légende
Records et Performances
- AR : Record continental (area record)
- CR : Record des championnats (championship record)
- MR : Record du meeting (meet record)
- NR : Record national (national record)
- OR : Record olympique (olympic record)
- PR : Record paralympique (paralympic record)
- PB : Record personnel (personal best)
- SB : Meilleure performance personnelle de la saison (season's best)
- WL : Meilleure performance mondiale de l'année (world leader)
- WJR : Record du monde junior (world junior record)
- WR : Record du monde (world record)

Circonstances et Conditions
- DNF : N'a pas terminé (did not finish)
- DNS : N'a pas pris le départ (did not start)
- DQ : Disqualification (disqualification)
- NM : Aucun essai valable enregistré (No Mark)
- Q : Qualifié « directement » au prochain tour (ou à la prochaine compétition), lors d'une compétition majeure, grâce au classement ou à la réalisation des minima (automatic qualifier)
- q : Qualifié au prochain tour (ou à la prochaine compétition), lors d'une compétition majeure, grâce au repêchage ou à la réalisation de l'une des meilleures performances parmi celles des « non qualifiés directement » (grâce au meilleur temps ou à la meilleure distance par exemple) (secondary qualifier)